# Atrichum crispulum
Atrichum crispulum là một loài Rêu trong họ Polytrichaceae. Loài này được Schimp. ex Besch. mô tả khoa học đầu tiên năm 1893.